# Hayago Championship
Hayago Championship (早碁選手権戦?) (dal 2003 JAL Super Hayago) è stato un torneo professionistico di go del Giappone.

## Profilo
Il torneo in origine si chiamava Tokyo Cup e si caratterizzava per essere un torneo di go veloce, a differenza dei grandi tornei storici. Il torneo veniva trasmesso in televisione domenica dal canale TV Tokyo ed era costituito da un torneo ad eliminazione diretta con partite singole. Tra il 1979 e il 1985 la finale è stata una sfida al meglio delle tre partite. I partecipanti erano almeno al livello di VIII Dan, per i giocatori di livello inferiore era organizzato un torneo simile chiamato Shinei.
Il tempo a disposizione era 10 minuti più 30 secondi per mossa (fino al 1983), poi di 5 min più 30 secondi per mossa (fino al 2000) e infine 10 secondi a mossa più 10 periodi di byoyomi da un minuto ciascuno.
Nel 2002 il torneo è stato fuso con il Kakusei per dare origine al JAL Super Hayago (スーパー早碁?), che tuttavia durò solo due edizioni fino al 2004.

## Albo d'oro

### Hayago
| Anno | Vincitore          | Finalista         |
| ---- | ------------------ | ----------------- |
| 1968 | Hideyuki Fujisawa  | Hosai Fujisawa    |
| 1969 | Utaro Hashimoto    | Shuzo Ohira       |
| 1970 | Hidehiro Miyashita | Hosai Fujisawa    |
| 1971 | Hosai Fujisawa     | Utaro Hashimoto   |
| 1972 | Kōichi Kobayashi   | Hosai Fujisawa    |
| 1973 | Hideo Otake        | Shoji Hashimoto   |
| 1974 | Shoji Hashimoto    | Hideo Otake       |
| 1975 | Rin Kaiho          | Eio Sakata        |
| 1976 | Hideo Otake        | Norio Kudo        |
| 1977 | Shuzo Ohira        | Toshiro Yamabe    |
| 1978 | Masaki Takemiya    | Hideyuki Fujisawa |
| 1979 | Yoshio Ishida      | Hideo Otake       |
| 1980 | Eio Sakata         | Masao Kato        |
| 1981 | Kōichi Kobayashi   | Toshiro Yamabe    |
| 1982 | Yoshio Ishida      | Kōichi Kobayashi  |
| 1983 | Yoshio Ishida      | Kōichi Kobayashi  |
| 1984 | Rin Kaiho          | Masao Kato        |
| 1985 | Cho Chikun         | Kōichi Kobayashi  |
| 1986 | Kōichi Kobayashi   | Cho Chikun        |
| 1987 | Rin Kaiho          | Yoshio Ishida     |
| 1988 | Masao Kato         | Masaki Takemiya   |
| 1989 | Masaki Takemiya    | Masao Kato        |
| 1990 | Cho Chikun         | Rin Kaiho         |
| 1991 | Cho Chikun         | Satoshi Yuki      |
| 1992 | Cho Chikun         | Ō Rissei          |
| 1993 | Satoshi Kataoka    | Norimoto Yoda     |
| 1994 | Masao Kato         | Kimio Yamada      |
| 1995 | Satoshi Yuki       | Rin Kaiho         |
| 1996 | Cho Chikun         | Norimoto Yoda     |
| 1997 | Kōichi Kobayashi   | Ō Rissei          |
| 1998 | Satoshi Kataoka    | Masao Kato        |
| 1999 | Masao Kato         | Satoru Kobayashi  |
| 2000 | Satoru Kobayashi   | Kōichi Kobayashi  |
| 2001 | Cho Chikun         | Kōichi Kobayashi  |
| 2002 | Cho Chikun         | Yoshio Ishida     |

### JAL Super Hayago
| Anno | Vincitore    | Finalista       |
| ---- | ------------ | --------------- |
| 2003 | Satoshi Yuki | Cho U           |
| 2004 | Cho Chikun   | Tomoyasu Mimura |